# Clemens III. (Papst)

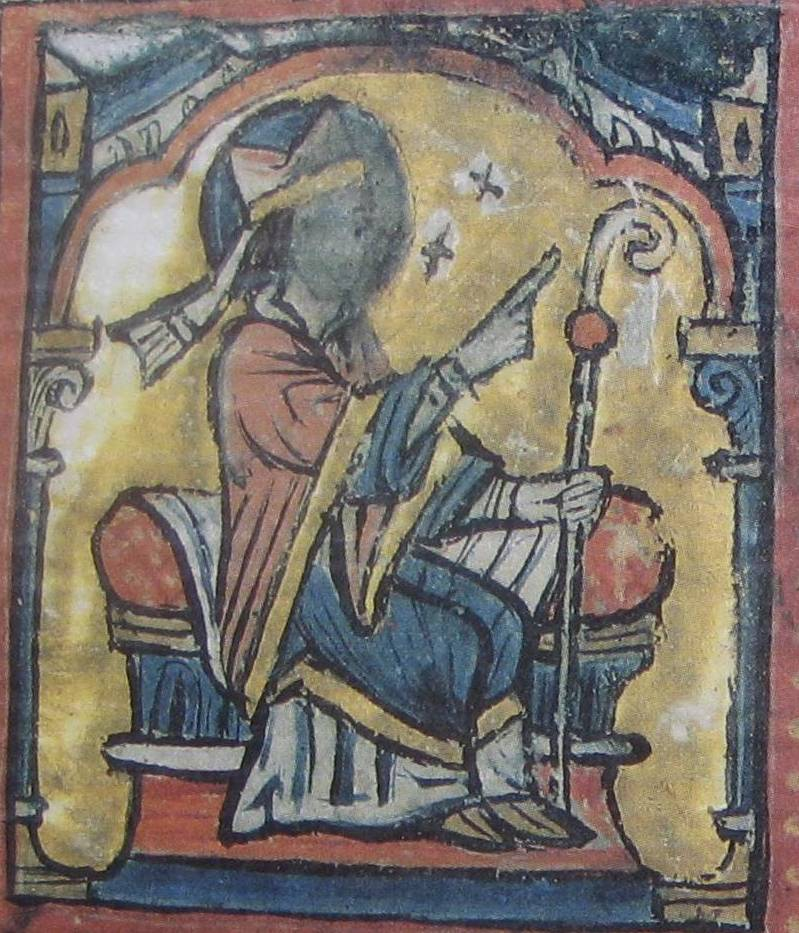
Papst Clemens III. (Miniatur im Speculum Grandimontis, 13. Jhd.)

Clemens III., ursprünglich Paolo Scolari (* in Rom; † 20. oder 28. März 1191), war vom 19. Dezember 1187 an Papst.

## Leben
Vor seinem Pontifikat bekleidete er die Ämter eines Päpstlichen Subdiakons, des Erzpriesters von Santa Maria Maggiore und von 1181 bis 1187 des Kardinalbischofs von Preneste.
Papst Clemens III. wurde in S. Giovanni in Laterano beerdigt. Mit dem großen Brand im Jahr 1308 ging seine Grabstätte  verloren.
Der Römer Clemens III. konnte als erster Papst seit 1144 dank eines Vertrages mit dem Senat der Stadt und damit verbundener finanzieller Zusagen nach Rom zurückkehren und dort ab 1188 relativ ungestört residieren. Noch 1188 schickte er zwei Kardinallegaten nach Palermo, um von König Wilhelm II. den Treueid für das Königreich Sizilien einzufordern, das seit 1130 päpstliches Lehen war. Durch den Eid des Königs wurden die durch das Konkordat von Benevent aus dem Jahr 1156 geregelten Rechtsgrundlagen zwischen der päpstlichen Kurie und dem Normannenherrscher bestätigt. Im April 1189 schloss Clemens mit dem Kaiser Friedrich I. Barbarossa den Vertrag von Straßburg, der die vollständige Rückgabe des Kirchenstaates regelte.
Noch während sich Friedrich I. Barbarossa auf dem dritten Kreuzzug befand, starb im November 1189 König Wilhelm II. in Palermo. Da er keine legitimen Erben hinterließ, war seine Tante Konstanze die letzte legitime Erbin des Königreichs Sizilien. Sie war seit Januar 1186 mit dem deutschen Thronfolger Heinrich VI. verheiratet. Damit drohte das päpstliche Lehen Sizilien an den künftigen Kaiser zu fallen. Dies wollte Clemens III. unter allen Umständen verhindern und unterstützte deshalb die Usurpation des sizilischen Throns durch Graf Tankred von Lecce, einen illegitimen Enkel des ersten Normannenkönigs Roger II. Damit verstieß der Papst gegen das in Sizilien geltende Erbrecht und auch gegen das Konkordat von 1156. Die geprellten Erben Konstanze und Heinrich kämpften nach diesem Staatsstreich um die Beendigung der Usurpation und den Eintritt in das sizilische Erbe auf der Grundlage eben jener Rechtsvereinbarungen aus dem Konkordat von Benevent.
Die von Clemens III. mit Friedrich Barbarossa vereinbarte Kaiserkrönung Heinrichs VI. und Konstanzes kam nach Barbarossas Tod auf dem Kreuzzug (Juni 1190) wegen der Rüstungen Heinrichs VI. gegen Tankred und des Todes des Papstes im März 1191 nicht mehr zustande. Sie wurde die erste Amtshandlung von Clemens’ Nachfolger Coelestin III., der die Kaiserkrönung am 15. April 1191 vollzog.
Clemens III. hatte 1188 auch mit den Römern die Zerstörung der Rom benachbarten Kommune Tusculum vereinbart. Da die Eroberung Tusculums den Römern bis zum Frühjahr 1191 nicht gelungen war, wurde der Fall Gegenstand der Verhandlungen um die Kaiserkrönung Heinrichs VI. Die Tusculaner hatten das Reich um Hilfe gerufen, und König Heinrich VI. hatte daraufhin bis auf weiteres Truppen in die Stadt verlegen lassen. Aufgrund der Vereinbarungen zwischen Kurie und Römern aus dem Jahr 1188, und nachdem die Römer eine ungestörte Kaiserkrönung Heinrichs und Konstanzes zugesichert hatten, wurden die kaiserlichen Truppen aus der Stadt abgezogen und Tusculum wenige Tage später von den Römern eingenommen, zerstört und schließlich dem Papst übereignet.
Sein Todesdatum wird je nach Quellenlage unterschiedlich festgelegt.